# 阿馬多爾鎮區 (明尼蘇達州奇薩戈縣)
阿馬多爾鎮區（英語：Amador Township）是位於美國明尼蘇達州奇薩戈縣的一個行政鎮區。

## 地方資料
阿馬多爾鎮區的面積為79.20平方千米，當中陸地面積為77.70平方千米，而水域面積為1.50平方千米。根據2020年美國人口普查的數據，當地共有人口842人，而人口密度為每平方千米10.63人。